# Nouveau Wakapou
Nouveau Wakapou (ook: Nouveau Wacapou) is een dorp in Frans-Guyana in de gemeente Maripasoula. Het ligt aan de Lawarivier, en wordt bewoond door marrons van het Aluku-volk. Het dorp ligt tegenover het Surinamese goudzoekersdorp Benzdorp. Nouveau Wakapou is via de weg te bereiken vanaf de hoofdplaats Maripasoula.

## Overzicht
In het begin van de 20e eeuw werd goud ontdekt aan de Lawa-rivier, en groeide Wakapou explosief. In 1938 had het dorp ongeveer 1.000 inwoners en was het grootste dorp van de regio, maar vanaf de jaren 1950 verlieten de meeste inwoners het dorp. Rond 2022 waren er 150 inwoners en was het dorp voornamelijk bewoond door Aluku. De meeste inwoners zijn zevendedagsadventisten. In 2003 werd in Nouveau Wakapou een school opgericht. Er zijn geen winkels in het dorp, en het is afhankelijk van Maripasoula of Benzdorp. In de Lawa-rivier bij het dorp ligt de Mankassiaba Soula-stroomsnelling.

## Transport
Nouveau Wakapou ligt ongeveer 20 minuten benedenstrooms van Maripasoula. Het dorp is via de weg te bereiken door de weg naar Papaichton te nemen, en bij het vliegveld af te slaan.
Antecume Pata · Élahé · Kayodé · Maripasoula · Nouveau Wakapou · Pilima · Talhuwen · Twenkë